# Nazionale femminile di pallanuoto della Spagna
La nazionale di pallanuoto femminile spagnola è la rappresentativa pallanuotistica della Spagna in campo femminile nelle competizioni internazionali. La federazione a cui fa capo è la RFEN, la federazione spagnola degli sport acquatici.
Vanta nel proprio palmarès un oro olimpico, un titolo mondiale e tre titoli europei.

## Risultati

### Massime competizioni
Olimpiadi
- 2012  Argento
- 2016 5º
- 2020  Argento
- 2024  Oro

Mondiali
- 1998 9º
- 2003 8º
- 2005 11º
- 2007 7º
- 2009 8º
- 2011 11º
- 2013  Oro
- 2015 7º
- 2017  Argento
- 2019  Argento
- 2022 5º
- 2023  Argento
- 2024  Bronzo
- 2025  Bronzo

Europei
- 1993 9º
- 1995 9º
- 1997 4º
- 1999 6º
- 2001 6º
- 2003 6º
- 2006 4º
- 2008  Argento
- 2010 6º
- 2012 5º
- 2014  Oro
- 2016 4º
- 2018  Bronzo
- 2020  Oro
- 2022  Oro
- 2024  Argento

### Altre
Coppa del Mondo
- 2014  Bronzo
- 2018 4º
- 2023  Bronzo
- 2025 4º

World League
- 2007 5º
- 2008 6º
- 2009 4º
- 2011 8º
- 2013 5º
- 2014 5º
- 2016  Argento
- 2018 5º
- 2020 5º
- 2022  Oro

### Competizioni giovanili
- Campionato mondiale U20: 2

2011, 2021
- Campionato mondiale U18: 2

2018, 2024
- Campionato mondiale U16: 1

2024
- Campionato europeo U19: 3

2018, 2022, 2024
- Campionato europeo U17: 2

2017, 2019
- Campionato europeo U15 / U16: 3

2019, 2023, 2025

## Formazioni

### Olimpiadi
Giochi olimpici - Londra 2012Ester · Bach · Espar · Tarragó · Ortiz · Pareja · Miranda · del Pilar Peña · Blas · Meseguer · García Godoy · López · Copado, CT: Miki Oca
Giochi olimpici - Rio de Janeiro 2016Ester · Bach · A. Espar · B. Ortiz · M. Ortiz · Leitón · C. Espar · del Pilar Peña · Forca · Tarragó · García Godoy · López · Herrera, CT: Miki Oca
Giochi olimpici - Tokyo 2020Ester · Bach · Espar · Ortiz · Ruiz · Gonzalez · del Pilar Peña · Forca · Tarragó · García Godoy · Leiton · Sanchez, CT: Miki Oca
Giochi olimpici - Parigi 20241 Ester, 2 Piralkova, 3 Espar, 4 Ortiz, 5 Pérez, 6 Crespí, 7 Ruiz, 8 del Pilar Peña, 9 Forca, 10 Camus, 11 García Godoy, 12 Leiton, 13 Terré, CT: Miki Oca

### Altre
- Europei - Málaga 2008 -  Argento:

Patricia del Soto, Blanca Gil, Cristina Pardo, Irene Hagen, Míriam López-Escribano, Jennifer Pareja, Christina Lopez, Anna Pardo, María del Pilar Peña, Ona Meseguer, Maica García, Laura López, Laura Ester. CT: Vicenc Tarres.
- Mondiali - Barcellona 2013 -  Oro:

Laura Ester, Marta Bach, Anna Espar, Roser Tarragó, Matilde Ortiz, Jennifer Pareja, Lorena Miranda, María del Pilar Peña, Andrea Blas, Ona Meseguer, Maica García, Laura López, Patricia Fernández. CT: Miki Oca
- Europei - Budapest 2014 -  Oro:

Laura Ester, Marta Bach, Anna Espar, Roser Tarragó, Matilde Ortiz, Jennifer Pareja, Lorena Miranda, María del Pilar Peña, Andrea Blas, Ona Meseguer, Maica García, Laura López, Patricia Fernández. CT: Miki Oca
- Mondiali - Budapest 2017 -  Argento:

Laura Ester, Marta Bach, Anna Espar, Beatriz Ortiz, Matilde Ortiz, Helena Lloret, Clara Espar, María del Pilar Peña, Judith Forca, Paula Crespi, Anna Gual, Paula Leiton, Sandra Domene. CT: Miki Oca
- Mondiali - Gwangju 2019 -  Argento:

Laura Ester, Marta Bach, Anna Espar, Beatriz Ortiz, Roser Tarragó, Irene Gonzalez, Clara Espar, María del Pilar Peña, Judith Forca, Paula Crespi, Maica García, Paula Leiton, Maria Elena Sanchez. CT: Miki Oca
- Europei - Budapest 2020 -  Oro:

Laura Ester, Marta Bach, Anna Espar, Beatriz Ortiz, Roser Tarragó, Irene Gonzalez, Clara Espar, María del Pilar Peña, Judith Forca, Paula Crespi, Maica García, Paula Leiton, Maria Elena Sanchez. CT: Miki Oca